# Autonomiczne centrum społeczne
Autonomiczne centrum społeczne – samozarządzane centrum społeczne, w którym środowiska antyautorytarne organizują dobrowolne inicjatywy. Taka autonomiczna przestrzeń, często w wielofunkcyjnych obiektach związanych z anarchizmem, może zawierać warsztaty rowerowe, infoshopy, biblioteki, wolne szkoły, darmowe sklepy, przestrzenie spotkań i miejsca koncertów.
Ośrodki te znajdują się na całym świecie, na przykład we Włoszech, w Stanach Zjednoczonych i Wielkiej Brytanii. Inspirują się różnymi ruchami lewicowymi, w tym anarchizmem i wspólnotami intencjonalnymi. Są one zamieszkiwane, wynajmowane lub stanowią własność spółdzielczą.

## Funkcje
Autonomiczne centra społeczne różnią się wielkością i funkcją w zależności od lokalnego znaczenia. Mogą one zawierać infoshop, radykalną księgarnię, punkt informacji i porad, warsztaty, kawiarnię, bar, niedrogą przestrzeń koncertową, niezależne kino lub spółdzielnię mieszkaniową. Oprócz zapewniania przestrzeni dla aktywizmu, takie centra socjalne mogą stać się podmiotami nagłaśniającymi lokalne problemy, takie jak gentryfikacja lub dalekosiężne inwestycje biznesowe. Poza tym stanowią projekty, w których tworzone i praktykowane są działania na zasadzie wspólnoty.

## Historia
Zachodni anarchiści przez długi czas tworzyli enklawy, w których mogli żyć na uboczu zgodnie ze swoimi społecznymi zasadami antyautorytaryzmu, wzajemnej pomocy, dzielenia się i integracji. Niektóre z tych miejsc obejmują sale związków zawodowych Robotników Przemysłowych Świata (dekady 1910-1919 i 1920-1929), barcelońskie centra społeczne podczas rewolucji hiszpańskiej czy skłoty powstające od lat 60. Mają one wspólne korzenie z radykalnymi wspólnotami intencjonalnymi, które okresowo pojawiały się w historii i są czasami określane jako Tymczasowe Strefy Autonomiczne lub „wolne przestrzenie”, w których kontrhegemoniczny opór może tworzyć inicjatywy i taktykę. Podczas gdy mają one tendencję do istnienia w stanie przejściowym, zwolennicy argumentują, że zachowują one spójność działań i że tymczasowość uniemożliwia siłom rządowym łatwe kontrolowanie ich działalności.
Przestrzeń wolna, czy też autonomiczna, definiowana jest jako miejsce niezależne od dominujących instytucji i ideologii, działające poza standardowymi relacjami ekonomicznymi, sprzyjające samodzielnemu podejmowaniu decyzji. Te niehierarchiczne zasady zachęcają do eksperymentalnych podejść do organizacji, podziału obowiązków, interakcji społecznych, rozwoju i finansów. Centra społeczne mogą być wynajmowane, dzierżawione lub stanowić własność spółdzielczą. Są one w dużej mierze samodzielnie utrzymywane przez wolontariuszy i często zamykane z powodu wypalenia i zmniejszonego uczestnictwa, zwłaszcza jeśli czas wolny uczestników słabnie wraz ze zmianą ich sytuacji ekonomicznej.

### Włochy
Od lat 80. młodzi Włosi urządzali samozarządzane centra społeczne (wł. centri sociali), w których zbierali się, aby pracować nad projektami kulturalnymi, słuchać muzyki, dyskutować o polityce czy dzielić się podstawowymi informacjami o życiu. Projekty te są często skłotami i znane są jako Centro Social Okupado Autogestionado (CSOA) (pol. squatowe, samodzielnie zarządzane centra społeczne). Do 2001 istniało około 150 takich obiektów, założonych w opuszczonych budynkach, jak np. byłe szkoły i fabryki. Centra te działają poza kontrolą państwa i wolnego rynku, i mają konfliktowe relacje z policją, ponadto często przedstawiane są przez konserwatywne media jako magnes dla przestępczości i nielegalnych zachowań. Włoskie centra były niekiedy finansowane z miejskich programów kulturalnych.

### Stany Zjednoczone
W Stanach Zjednoczonych samozarządzane centra społeczne przybierają głównie formę infoshopów i radykalnych księgarni, takich jak Bluestockings w Nowym Jorku czy Red Emma’s w Baltimore. Od lat 90. północnoamerykańscy anarchiści tworzyli centra społecznościowe, infoshopy i wolne przestrzenie, aby promować kulturę alternatywną, alternatywne media i szkoły jako kontrkulturę opartą na etyce DIY. Te przestrzenie społeczne, w odróżnieniu od regionalnych wspólnot intencjonalnych z połowy XX wieku, często dążą do integracji swojej społeczności z istniejącym sąsiedztwem miejskim, zamiast całkowitej „ucieczki” ze społeczeństwa do wiejskich komun.

### Wielka Brytania
Powstanie centrów społecznych w Wielkiej Brytanii jako ośrodków działalności kulturalnej i organizacji politycznych było główną cechą radykalnej i anarchistycznej polityki tego regionu. Na przykład, 1 in 12 Club w Bradford posiada kawiarnię, plac zabaw dla dzieci, bar, infoshop, duże przestrzenie do spotkań i koncertów.

## Infoshopy
Infoshopy są wielofunkcyjnymi przestrzeniami, które promują alternatywne media i stanowią scenę dla alternatywnych działań kulturalnych, ekonomicznych, politycznych i społecznych. Poszczególne infoshopy różnią się między sobą funkcjami, ale mogą zawierać małą bibliotekę lub czytelnię i służyć jako centrum dystrybucji zarówno darmowych, jak i płatnych mediów alternatywnych, szczególnie mediów o rewolucyjnej czy anarchistycznej tematyce. Chociaż obiekty tego typu mogą służyć jako rodzaj biblioteki społecznościowej, są zaprojektowane tak, aby zaspokajać potrzeby informacyjne użytkowników, a nie konkurować z biblioteką publiczną lub istniejącymi centrami informacyjnymi.
Dla alternatywnych wydawców i grup aktywistów infoshopy mogą oferować tanie usługi reprograficzne dla publikacji typu DIY i stanowić adres pocztowy dla tych, którzy nie mogą sobie pozwolić na skrytkę pocztową lub odbierać poczty pod adresem w skłocie. W latach 90. dostępne narzędzia obejmowały zarówno proste kserokopiarki, jak i oprogramowanie do publikowania. Poza funkcjami publikacji drukowanych, infoshopy mogą również organizować spotkania, dyskusje, koncerty lub wystawy. Na przykład, gdy w latach 90. XX wieku nastąpił rozwój udziału form audiowizualnych w aktywizmie, infoshopy wyświetlały filmy i gościły grupy dyskusyjne zachęcające do działań zbiorowych. Tego typu lokalizacje często starają się zaoferować przestrzeń, w której jednostki mogą publikować bez ograniczeń prasy głównego nurtu i dyskutować o alternatywnych ideach bez przeszkód w postaci homofobii, rasizmu i seksizmu.

Organizowane przez działaczy politycznych infoshopy są często niezależne, finansowane przez nich samych i niezwiązane z żadną organizacją czy radą. Są często nadzorowane i prowadzone przez samodzielnie wybranych członków jako wolontariuszy i podobnie jak anarchistyczne media, które rozpowszechniają, działają na bazie niedrogich, pożyczonych lub podarowanych zasobów, takich jak używane komputery i meble. W rezultacie infoshopy i inne alternatywne instytucje są często krótkotrwałe, mając niewielkie dochody, które pozwalają na opłacenie krótkoterminowych dzierżaw wynajmowanych pomieszczeń sklepowych. Infoshopy czasami łączą w sobie funkcje innych alternatywnych miejsc: wegetariańskich kawiarni, niezależnych sklepów płytowych, alternatywnych księgarni, ale przede wszystkim rozpowszechniają informacje, służąc jako biblioteki, archiwa, punkty dystrybucji i centrum nieformalnej sieci alternatywnych organizacji i aktywistów.

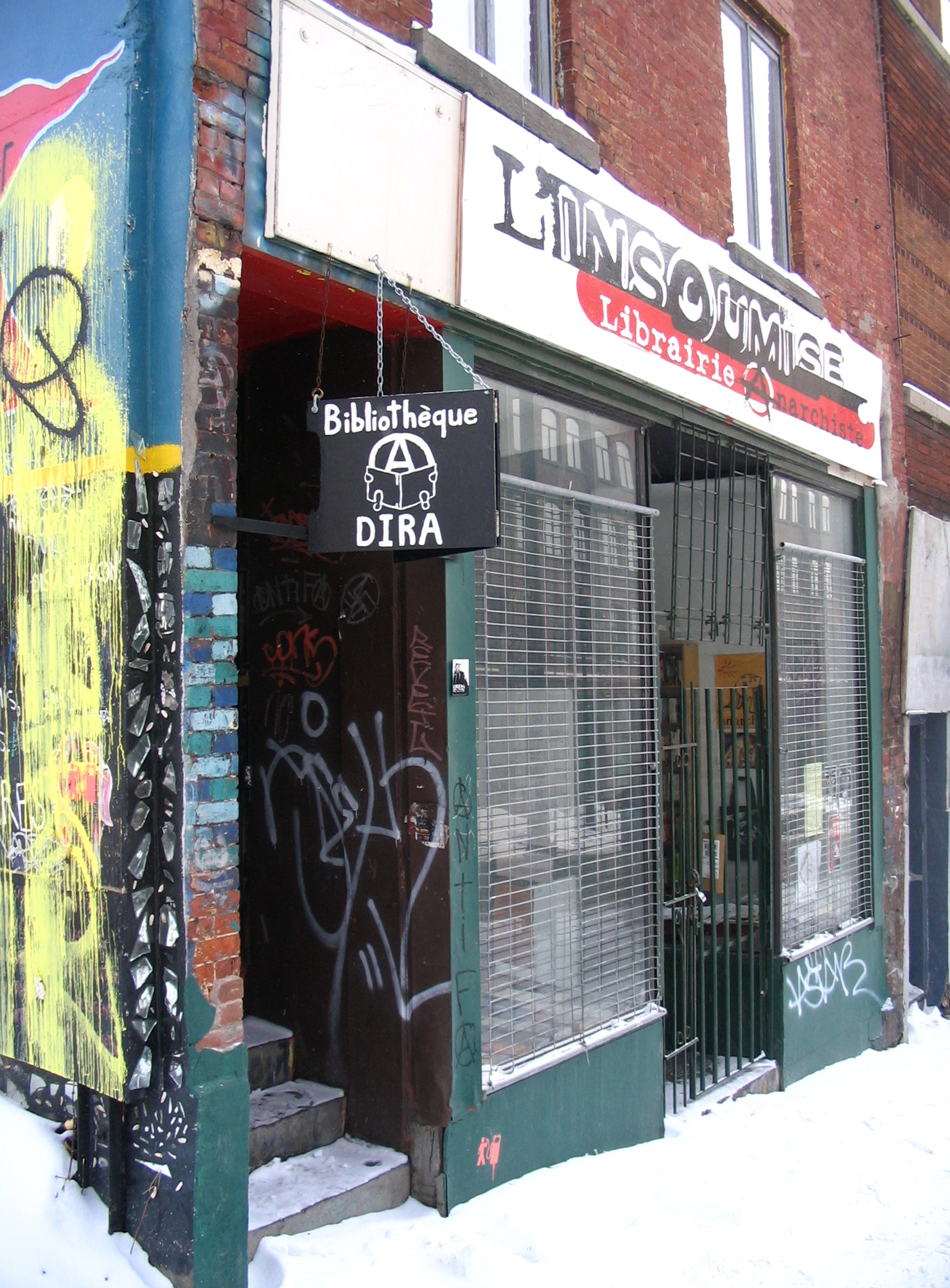
Infoshop Insoumise w Montrealu

## Wolne szkoły
Anarchiści, w dążeniu do wolności od dogmatów, wierzą, że jednostki nie mogą być socjalizowane do bezrefleksyjnego poddawania się autorytetom lub dogmatom. W przeciwieństwie do tradycyjnych szkół, anarchistyczne wolne szkoły są autonomicznymi, niehierarchicznymi przestrzeniami przeznaczonymi do wymiany edukacyjnej i dzielenia się umiejętnościami. Nie mają kryteriów przyjęcia lub hierarchicznych relacji między nauczycielem a uczniem. Zajęcia prowadzone są przez wolontariuszy i odbywają się w samodzielnie zarządzanych ośrodkach społecznych, domach kultury, parkach i innych miejscach publicznych.
Wolne szkoły podążają za anarchistyczną linią edukacji wyznaczoną przez Escuela Moderna (Nowoczesną Szkołę) autorstwa hiszpańskiego anarchisty Francisco Ferrera i wynikającego z niej ruchu nowoczesnych szkół w pierwszej dekadzie XX wieku, poprzez amerykański ruch wolnych szkół w latach 60. Amerykański anarchista Paul Goodman opowiadał się za prowadzeniem małych szkół dla dzieci w sklepach i wykorzystywaniem miasta jako klasy.
Na przykład wolna szkoła w Toronto powstała z zamknięcia kontrkulturowej kawiarni wspólnotowej i otwarcia anarchistycznej wolnej przestrzeni. Jej celem było dzielenie się pomysłami na tworzenie antyautorytarnych relacji społecznych poprzez cykl zajęć. Wszyscy byli zapraszani do zgłaszania propozycji i uczestnictwa w zajęciach, których tematyka obejmowała: zajęcia muzyczne, alternatywną ekonomię, sztukę uliczną i przemoc wobec kobiet, choć najdłużej działające zajęcia wprowadzały w anarchizm i związaną z nim politykę syndykalizmu i wolnościowego socjalizmu. Prowadzący kurs pełnili raczej rolę pomagaczy, dostarczających tekstów i zachęcających do uczestnictwa, niż odgórnych wykładowców. W wolnej przestrzeni odbywały się również wydarzenia artystyczne, imprezy i fora dyskusyjne. Inne inicjatywy były krótkotrwałe takie jak skromna wypożyczalnia i stół z używanymi towarami. W innej wolnej szkole w Nottingham zajęcia zorientowane na dzielenie się umiejętnościami z bardziej tradycyjną pedagogiką były bardziej popularne niż sesje poświęcone radykalnej edukacji.
Podobnie jak w przypadku wolnych szkół, projekty wolnych uniwersytetów są prowadzone na kampusach uniwersyteckich, co jest najbardziej widoczne w Europie. Organizowane przez ochotnicze kolektywy studenckie, uczestnicy tych inicjatyw eksperymentują z procesem uczenia się, ale nie mają na celu zastąpienia tradycyjnego uniwersytetu.

## W Polsce
Przykładem autonomicznego centrum społecznego w Polsce jest A.D.A. Puławska (Aktywny Dom Alternatywny) w Warszawie. Swoją działalność opiera w całości na oddolnej aktywności społecznej. Przyjmując zasadę non-profit, jest przestrzenią wspierającą niekomercyjne działania społeczne i kulturalne, inicjowane przez niezależne jednostki, grupy i organizacje. Znajduje się tam świetlica, sala koncertowo-teatralna, sitodruk, ciemnia, galeria, biblioteka, ogródek miejski, darmowy sklep (wymiennik) oraz pracownie i warsztaty. Są tam również organizowane doroczne anarchistyczne targi książki – Warsaw Independent Bookfair (Warszawski Niezależny Kiermasz Książek).
Skłot Syrena również działa na zasadzie autonomicznego centrum społecznego. W ramach jej przestrzeni funkcjonuje m.in. klubokawiarnia Cafe Kryzys, darmowy sklep, szwalnia, pracownia rzeźby i sitodruku, szablonownia, pokój graficzny, świetlica, warsztat rowerowy czy biblioteka.
W Polsce działają również alternatywne szkoły. Bezpłatne i otwarte dla każdego zajęcia realizowane są w ramach Autonomicznej Przestrzeni Edukacyjnej (APE) z oddziałami w Krakowie i Warszawie. W Poznaniu na skłocie Rozbrat działa lokalny odpowiednik takiej inicjatywy pod nazwą Wolna Szkoła Rozbrat.